# أنقليس ثعباني متجعد
أنقليس ثعباني متجعد (الاسم العلمي: Ophichthus rugifer) هو نوع من الأنقليس، يتبع فصيلة الأنقليس الثعباني.